# The Players Association
The Players Association è stato un gruppo musicale statunitense. Il loro stile è una sofisticata disco music con richiami soul, funk e jazz. Tra i loro brani di maggiore successo vi è Turn the Music Up! (1979), che entrò nella top 10 dei singoli britannici.

## Storia del gruppo
Fondati a New York nel 1977 dal batterista e arrangiatore Chris Hills e il produttore Danny Weiss, i Players Association erano un gruppo di studio che lavorava per la Vanguard Records e composto da artisti attivi nel contesto jazz. Nello stesso anno pubblicarono due cover dei The Trammps (Disco Inferno) e Diana Ross (Love Hangover). Il momento di massima notorietà dei Players Association fu quello compreso tra il 1979 e il 1980, quando uscirono  i tre singoli Turn the Music Up!, Ride the Groove e We Got the Groove, entrati rispettivamente alle posizioni numero 8, 42 e 61 della classifica britannica. Il loro album in studio Turn the Music Up del 1979 fu l'unico del gruppo piazzatosi nella UK Albums Chart (posizione numero 54). Nel 1980 i Players Association pubblicarono il successo minore The Get-Down Mellow Sound, entrato alla posizione numero 59 della US R&B. Si sciolsero l'anno seguente.

## Formazione
- Chris Hills – batteria
- Michael Brecker – sassofono
- Joe Farrell – sassofono
- David Sanborn – sassofono
- James Mtume – percussioni
- Bob Berg – sassofono
- Bob Mover – sassofono
- Tom Harrell – tromba
- Jon Faddis – tromba
- Mike Mandel – tastiere
- Marcus Barone – tastiere
- Lorraine Moore – voce
- Danny Weiss – produzione
- David Earle Johnson – percussioni
- Herb Bushler – bassista
- Karl Ratzer – chitarra
- Pat Rebillot – pianoforte
- Ray Mantilla – percussioni
- Steve Khan – chitarra
- Wilbur Bascomb – basso

## Discografia

### Album in studio
- 1977 – The Players Association
- 1977 – Born to Dance
- 1979 – Turn the Music Up
- 1980 – We Got the Groove
- 1981 – Let Your Body Go

### Singoli
- 1977 – Goin' to the Disco
- 1977 – Disco Inferno
- 1977 – Love Hangover
- 1977 – We Were Born to Dance
- 1979 – Turn the Music Up!
- 1979 – Ride the Groove
- 1980 – We Got the Groove
- 1980 – The Get-Down Mellow Sound
- 1980 – We're Almost There
- 1981 – Let Your Body Go!
- 1981 – The Things You Get Me to Do